# 2025년식 지대공 미사일
2025년식 지대공 미사일은 북한이 개발중인 최신형 지대공 미사일이다.

## 역사
2025년 3월 20일, 북한 미사일총국은 군수공업기업소에서 본격적인 생산에 들어간 최신형 반항공(지대공)미사일 무기체계의 종합적 전투성능검열을 위한 시험발사를 진행했다. 김정은이 참관했다. 시험한 무기체계의 명칭은 밝히지 않았다.
무기는 보통, 소요제기, 선행연구, 연구개발(시제품개발), 체계개발(양산형개발), 대량생산, 실전배치로 획득하는데, 북한은 이번에 대량생산이 시작되었다고 발표했다.
전문가들은 이번에 발사한 미사일이 2024년 4월 북한이 ‘신형 지대공 미사일’이라며 공개한 별찌-1-2의 개량형인 것으로 추정하고 있다. 북한말로 ‘유성’을 뜻하는 ‘별찌’ 명칭이 붙은 이 미사일은 외형이 순항 미사일 요격에 특화된 이스라엘의 데이비드 슬링과 유사하다.
북한은 2015년 이전까지 옛 소련제 지대공 미사일인 SA-2와 SA-3, 2016년부터는 러시아 S-300 또는 중국산 HQ-9 기술을 모방한 ‘번개’ 시리즈를 내놨다.
S-300은 미국의 패트리엇 PAC-3에 버금가며 S-400은 PAC-3보다 성능이 뛰어난 것으로 알려져 있다.
앞서 북한은 2024년 4월 19일 한미 공중훈련 기간 신형 지대공미사일 별찌-1-2형을 시험발사한 바 있다. ‘별찌’는 별똥별을 뜻하는 북한말이다. 북한은 2021년 9월 이후 지난 20일까지 ‘별찌-1-2형’ 미사일을 6차례 시험발사했다. ‘별찌-1-2형’ 미사일은 러시아 최신형 지대공미사일 S-400 개량형으로 알려져 있다.

## 러시아판 사드
S-400은 지대공 미사일 방어체계로 러시아판 '사드'(THAAD)라고도 불리는 핵심 전력이다.
S-400의 레이더는 600km 이내의 300개 표적을 추적할 수 있고, 160개 미사일을 동시에 유도하는 능력까지 갖추는 등 거의 모든 면에서 사드를 앞서는 것으로 평가된다. S-400의 미사일이 400km 밖에서 초당 4.8km로 빨리 움직이는 표적을 300개나 추적하는 데 반해 미국의 페트리어트 PAC-3는 초당 1.6km로 이동하는 목표물을 100개만 추적할 수 있다. 그러면서 가격은 사드의 6분의 1에 불과하다.
'러시아판 사드'로 부르는 S-400은 최첨단 방공 시스템으로 순항 미사일과 탄도 미사일을 발사할 수 있으며 단거리에서 초장거리에 걸쳐 전 공역을 방어할 수 있다.
러시아판 사드로 불리는 S-400을 중국은 2015년 러시아로부터 30억 달러를 들여 도입하기로 계약했다. 중국은 러시아로부터 S-400을 도입한 첫 번째 국가다.
중국은 2014년 러시아로부터 S-400 3개 포대를 도입하기로 계약했고 2018년 1월에 첫 포대가 배치되었다. 중국은 2019년까지 도입을 마무리할 계획인 것으로 알려졌다. S-400은 사거리 400km, 최고 비행고도 185km에 이른다. 레이더는 700km 이내의 300개 표적을 추적할 수 있다. 여러 고도와 사거리의 각종 전투기 및 미사일을 동시에 격추할 수 있다. 전자기가 교란되는 환경에서도 운용이 가능하다. S-400은 F-35 스텔스기 등 미국의 첨단 전투기 격추 능력이 있다는 평가를 받아 왔다. 사거리 200km, 최대 고도 150km인 사드(THAAD·고고도미사일방어체계)보다 위협적이라는 분석도 있다.
미국 랜드연구소의 티모시 히스 연구원에 따르면 중국이 북한 접경 지역과 산둥반도에 S-400을 배치하면 북한 전역이 작전 권역에 들어간다.
2018년 12월, 중국이 S-400 최초 시험발사를 했다. 12월 23일 러시아 타스 통신 등은 군사·외교 당국 소식통을 인용, 시험 당시 S-400은 250㎞ 밖에서 초속 3000m(마하 8.82)으로 움직이는 적군 탄도미사일을 가상한 비행체를 격추했다고 전했다.
S-400 레이더의 최대 탐지 거리는 700㎞로, 한반도에서 100여 ㎞ 떨어진 산둥반도 등에 배치할 경우 한국군과 주한미군의 움직임을 훤히 탐지할 수 있게 된다. 중국은 지난 2014년 9월 러시아와 S-400 6개 포대를 수입하는 계약을 체결했다.